# 乌德蒙
乌德蒙（法語：Houdemont，法語發音：[udmɔ̃]）是法国默尔特-摩泽尔省的一个市镇，位于南锡市区南部，属于南锡区。

## 地理
乌德蒙（48°38'46"N, 6°10'29"E）面积3.62 平方千米，位于法国大東部大區默尔特-摩泽尔省，该省份为法国东北部内陆省份，是洛林的一部分，北邻比利时、卢森堡，北起顺时针与摩泽尔省、下莱茵省、孚日省和默兹省接壤。
与乌德蒙接壤的市镇（或旧市镇、城区）包括：沙维尼、弗莱维尔德旺南锡、埃耶库尔、吕德尔、旺德夫尔莱南锡。

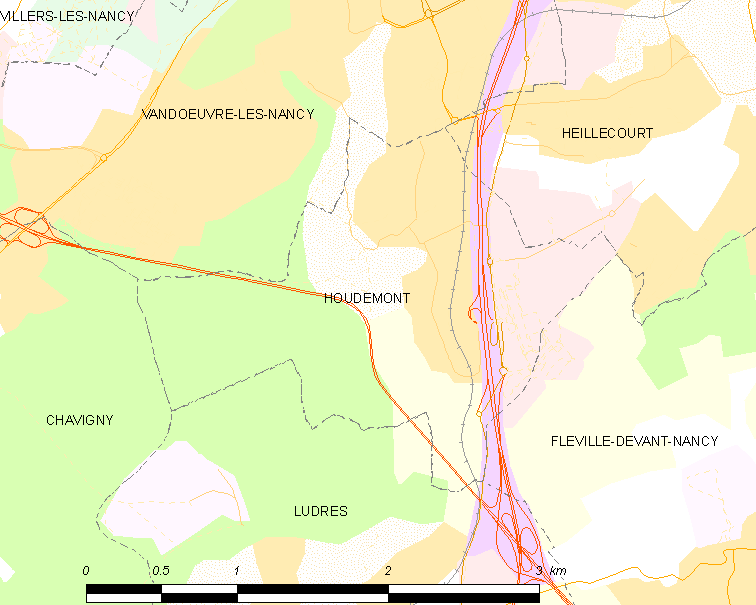
乌德蒙的OSM定位图

乌德蒙的时区为UTC+01:00、UTC+02:00（夏令时）。

## 行政
乌德蒙的邮政编码为54180，INSEE市镇编码为54265。

## 政治
乌德蒙所属的省级选区为雅维尔-拉马尔格朗日县。

## 人口

1962-2008年间乌德蒙人口变化图示

乌德蒙于2022年1月1日时的人口数量为2069人。